# ТЕС Ер-Ріяд 11
24°47′11″ пн. ш. 45°37′42″ сх. д. / 24.78639° пн. ш. 45.62833° сх. д.
ТЕС Ер-Ріяд 11 — теплова електростанція в центральній частині Саудівської Аравії, за сотню кілометрів на захід від столиці країни Ер-Ріяду.
У 2013 році на майданчику станції стали до ладу два парогазові блоки комбінованого циклу, які мають чотири та три газові турбіни потужністю по 157 МВт відповідно. Встановлені після газових турбін котли-утилізатори живлять дві (по одній у кожному блоці) парові турбіни потужністю по 352 МВт. Загальна чиста потужність ТЕС становить 1756 МВт.
Станція розрахована на використання природного газу, що надходить по трубопроводу Схід – Захід, траса якого проходить поруч з майданчиком ТЕС.
Видача продукції відбувається по ЛЕП, що працює під напругою 380 кВ.
Проєкт реалізували через Dhuruma Electricity Company, власниками якої є Dhuruma Electricity (50%), французька Engie (20%), Aljomaih Holding та японська Sojitz (по 15%).